# Allotinus martinus
Allotinus martinus är en fjärilsart som beskrevs av Hans Fruhstorfer 1913. Allotinus martinus ingår i släktet Allotinus och familjen juvelvingar. Inga underarter finns listade i Catalogue of Life.